# Marta Corredera
Marta Corredera Rueda (* 8. August 1991 in Terrassa) ist eine spanische Fußballspielerin.

## Karriere

### Verein
Corredera begann ihre Karriere in ihrer Heimatstadt beim Club Natación Terrassa. 2008 verließ sie Terrassa und startete ihre Profikarriere beim RCD Espanyol. Im Sommer 2010 unterschrieb die Stürmerin beim Lokalrivalen FC Barcelona. Von 2015 bis 2016 spielte Corredera für den englischen Erstligisten Arsenal LFC, ehe sie zu Atlético Madrid wechselte.

### Nationalmannschaft
Die ehemalige spanische U-17 und U-19-Nationalspielerin gab ihr A-Länderspieldebüt am 17. September 2011 im EM-Qualifikationsspiel gegen die Türkei.